# Charles Muscat
Pour les articles homonymes, voir Muscat (homonymie).
Charlie Muscat est un joueur de football maltais, né le 13 janvier 1963, et mort le 13 janvier 2011, jour de son 48e anniversaire. Il joue au poste d'attaquant et est international à cinq reprises sous le maillot maltais. Il est devenu entraîneur.

## Carrière professionnelle
Charlie Muscat débute au sein du Birżebbuġa St. Peters FC contre l'Attard FC en troisième division. Il rejoint en 1981 le Zurrieq FC en première division. En 1983-1984, il termine meilleur buteur du championnat et est désigné meilleur joueur du championnat. Il ne peut disputer avec ce club la coupe nationale en 1985, victime d'une grave blessure.
Victime de blessures à répétition, il met sa carrière entre parenthèses pendant deux ans et effectue son retour en 1990 au St. Patrick FC. Il revient dans son club formateur en 1991 puis retourne en 1993 au St. Patrick FC avec qui il remonte en première division en 1995. 

## Carrière internationale
Muscat fait ses débuts pour Malte, le 23 mai 1984 contre la Suède, dans le cadre des qualifications pour la Coupe du monde de football. Il dispute cinq matchs sous le maillot national marquant deux buts. Il a représenté son pays dans le cadre de trois matchs de qualifications au mondial.

## Récompenses

### Zurrieq Football Club
- Finaliste de la coupe de Malte en 1984 et 1986
- Joueur de l'année : 1984
- Meilleur buteur du championnat : 1984